# Boris Grisjin
Boris Dmitrijevitj Grisjin (ryska: Бори́с Дми́триевич Гри́шин), född 4 januari 1938 i Moskva, är en före detta sovjetisk vattenpolospelare. Han tog OS-brons 1964 och OS-silver 1968 med Sovjetunionens landslag. Han är far till vattenpolospelaren Jevgenij Grisjin.
Grisjin spelade sex matcher och gjorde ett mål i den olympiska vattenpoloturneringen i Tokyo. Han spelade åtta matcher och gjorde tre mål i den olympiska vattenpoloturneringen i Mexico City. Han gifte sig med fäktaren Valentina Rastvorova.